# Заале-Орла (район)
Заале-Орла (нім. Saale-Orla-Kreis) — район у Німеччині, у складі федеральної землі Тюрингія. Адміністративний центр — місто Шляйц.

## Населення
Населення району становить 79 030 осіб (станом на 31 грудня 2021).

## Адміністративний поділ
Район складається з трьох міст і 55 громад (нім. Gemeinden), об'єднаних у п'ять об'єднань громад (нім. Verwaltungsgemeinschaften), а також 9 міст і 5 громад, які до таких об'єднань не включені.
Дані про населення наведені станом на 31 грудня 2021.
| Міста: 1. Бад-Лобенштайн (5733) 2. Вурцбах (2996) 3. Гефель (2415) 4. Гіршберг (2168) 5. Заальбург-Еберсдорф (3319) 6. Нойштадт-ан-дер-Орла (9017) 7. Песнек (11752) 8. Танна (3421) 9. Шляйц (8866) | Громади: 1. Бургк (Невірний параметр metadata 16075009) 2. Коспода (382) 3. Лінда-бай-Нойштадт-ан-дер-Орла (Невірний параметр metadata 16075061) 4. Ремптендорф (3333) 5. Штанау (Невірний параметр metadata 16075106) |

Об'єднання громад:

Зірочками (*) позначені центри об'єднань громад.
| - 1. Оппург (5310) 1. Бодельвіц (575) 2. Вайра (384) 3. Вернбург (608) 4. Гертевіц (121) 5. Гробенгеройт (190) 6. Дебріц (169) 7. Зольквіц (60) 8. Квашвіц (68) 9. Лангенорла (1196) 10. Лаусніц (306) 11. Німріц (336) 12. Обероппург (155) 13. Оппург * (1142) | - 2. Раніс-Цигенрюк (6749) 1. Вільгельмсдорф (212) 2. Гессіц (296) 3. Есбах (234) 4. Зайсла (128) 5. Кайла (72) 6. Крельпа (2526) 7. Кріспендорф (Невірний параметр metadata 16075013) 8. Мокса (80) 9. Паска (90) 10. Пойшен (444) 11. Раніс (місто)* (1679) 12. Цигенрюк (місто) (646) 13. Шендорф (258) 14. Шморда (84) | - 3. Заале-Реннстайг (Невірний параметр metadata 160755008) 1. Біркенгюгель (Невірний параметр metadata 16075002) 2. Бланкенберг (Невірний параметр metadata 16075003) 3. Бланкенштайн * (Невірний параметр metadata 16075004) 4. Гарра (Невірний параметр metadata 16075042) 5. Нойндорф (бай-Лобенштайн) (Невірний параметр metadata 16075071) 6. Поттіга (Невірний параметр metadata 16075086) 7. Шлегель (Невірний параметр metadata 16075097) |

| - 4. Зенплатте (3978) 1. Буха (Невірний параметр metadata 16075008) 2. Герквіц (319) 3. Гешиц (202) 4. Діттерсдорф (462) 5. Дреба (Невірний параметр metadata 16075018) 6. Еттерсдорф * (806) 7. Кіршкау (194) 8. Кнау (Невірний параметр metadata 16075049) 9. Лема (287) 10. Мосбах (400) 11. Нойндорф (бай-Шлайц) (262) 12. Перміц (167) 13. Плотен (263) 14. Тегау (382) 15. Фолькманнсдорф (234) | - 5. Триптіс (5876) 1. Герода (232) 2. Драйч (406) 3. Лемніц (377) 4. Мізіц (273) 5. Міттельпельніц (274) 6. Розендорф (171) 7. Теммельсдорф (125) 8. Триптіс (місто)* (3632) 9. Шміріц (386) |